# Beersheva Black Swarm
I Beersheva Black Swarm sono una squadra di football americano di Be'er Sheva, in Israele; la squadra è stata fondata nel 2009.

## Dettaglio stagioni

### Tornei nazionali

#### Campionato

##### IFL
| Stagione | regular season | regular season | regular season | regular season | regular season | regular season | playoff | playoff | playoff | playoff | playoff | playoff   | playoff           |
|          | Vin            | Par            | Per            | Tot            | PF             | PS             | Vin     | Per     | Tot     | PF      | PS      | risultato | avversaria        |
| -------- | -------------- | -------------- | -------------- | -------------- | -------------- | -------------- | ------- | ------- | ------- | ------- | ------- | --------- | ----------------- |
| 2009-10  | 0              | 0              | 10             | 10             | 156            | 461            | -       | -       | -       | -       | -       | -         | -                 |
| 2010-11  | 3              | 0              | 7              | 10             | 252            | 362            | 0       | 1       | 1       | 12      | 44      | Wild Card | Judean Rebels     |
| 2011-12  | 3              | 0              | 7              | 10             | 222            | 291            | -       | -       | -       | -       | -       | -         | -                 |
| 2012-13  | 4              | 0              | 6              | 10             | 386            | 512            | -       | -       | -       | -       | -       | -         | -                 |
| 2013-14  | 3              | 0              | 7              | 10             | 156            | 486            | -       | -       | -       | -       | -       | -         | -                 |
| 2014-15  | 3              | 0              | 7              | 10             | 81             | 332            | -       | -       | -       | -       | -       | -         | -                 |
| 2015-16  | 3              | 0              | 7              | 10             | 67             | 389            | 0       | 1       | 1       | 0       | 66      | Wild card | Tel Aviv Pioneers |
| 2016-17  | 2              | 1              | 7              | 10             | 104            | 287            | 0       | 1       | 1       | 40      | 68      | Wild card | Tel Aviv Pioneers |
| 2017-18  | 2              | 0              | 8              | 10             | 142            | 313            | -       | -       | -       | -       | -       | -         | -                 |
| 2018-19  | 3              | 0              | 6              | 9              | 225            | 338            | -       | -       | -       | -       | -       | -         | -                 |
| 2019-20  | 5              | 0              | 5              | 6              | 296            | 313            | -       | -       | -       | -       | -       | -         | -                 |
| 2020-21  | 4              | 0              | 2              | 6              | 192            | 124            | -       | -       | -       | -       | -       | -         | -                 |
| Totale   | 35             | 1              | 79             | 115            | 2279           | 4208           | 0       | 3       | 3       | 52      | 178     |           |                   |

Fonti: Enciclopedia del Football- A cura di Massimo Mezzetti;

### Riepilogo fasi finali disputate
| Anno             | Luogo       | Evento | Fase del torneo | Incontro                                  | Risultato |
| 24 febbraio 2011 | Gerusalemme | IFL    | Wild Card       | Judean Rebels - Beersheva Black Swarm     | 44 - 12   |
| 1º aprile 2016   |             | IFL    | Wild Card       | Tel Aviv Pioneers - Beersheva Black Swarm | 66 - 0    |
| 17 marzo 2017    |             | IFL    | Wild Card       | Tel Aviv Pioneers - Beersheva Black Swarm | 68 - 40   |